# Schulmassaker von Osaka

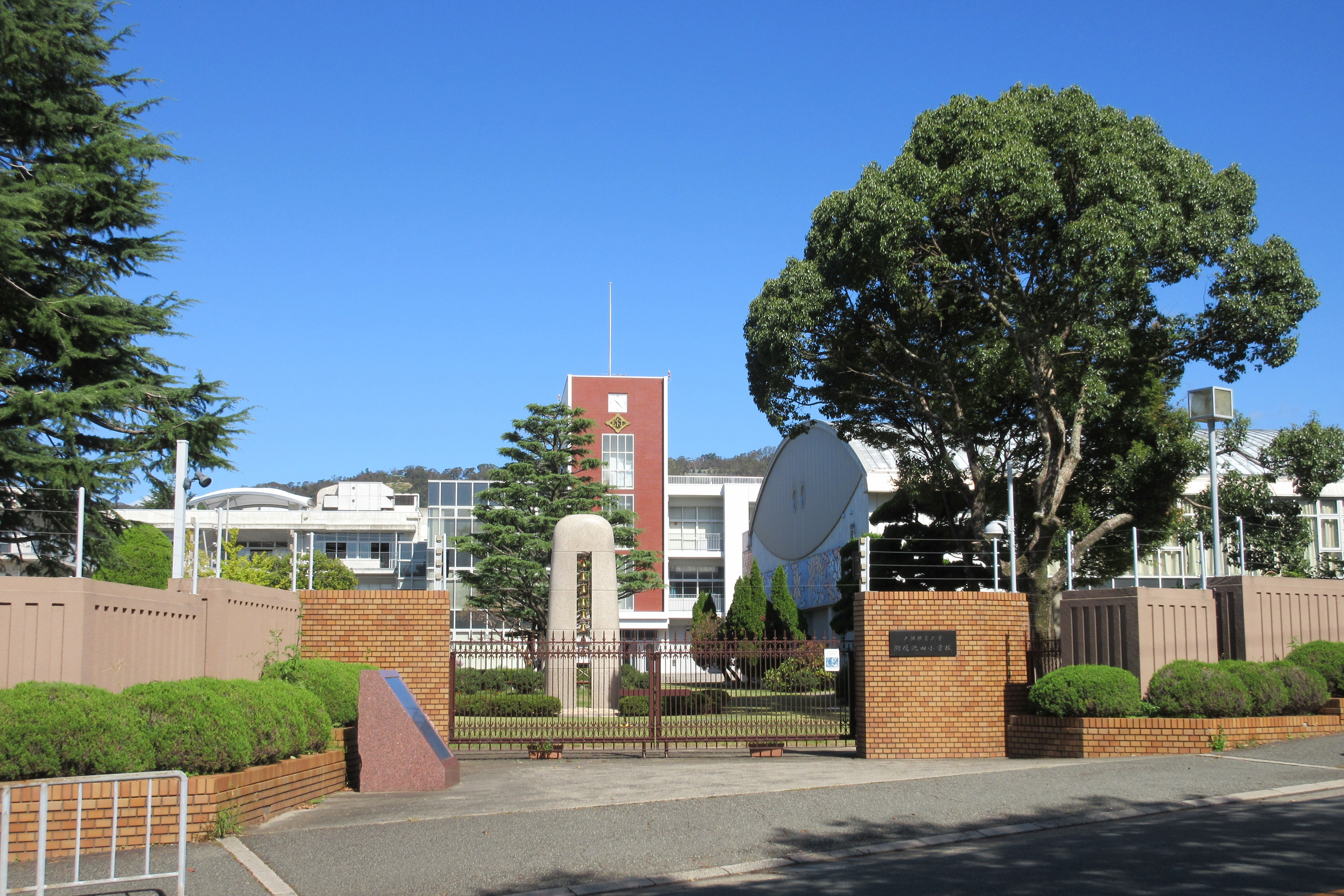
Osaka Kyoiku University Ikeda Elementary School

Das Schulmassaker von Osaka (japanisch: 附属池田小事件, Fuzoku Ikeda Shōjiken) war ein Amoklauf, der sich am 8. Juni 2001 in der Grundschule Ikeda, einer der Pädagogischen Hochschule Osaka angegliederten Elite-Grundschule in Ikeda in der japanischen Präfektur Osaka, ereignete.
Um 10:15 Uhr an diesem Morgen betrat der ehemalige Hausmeister Mamoru Takuma die Schule mit einem Küchenmesser und stach auf zahlreiche Schüler und Lehrer ein. Acht Kinder, sieben davon Mädchen, erlagen ihren Verletzungen. Dreizehn weitere Schüler sowie zwei Lehrer wurden schwer verletzt.
Wegen des jugendlichen Alters der Opfer und der Vor- bzw. Krankengeschichte des Täters warf die Tat in Japan Fragen bezüglich der Behandlung Geisteskranker, der Rechte von Straftätern und Opfern sowie der Zugänglichkeit und Sicherheit der Schulen auf. Nach der Tat gab der Leiter der Schule bekannt, dass dort zukünftig eine Wache aufgestellt werde. Dies war ein Novum an japanischen Schulen.
Hikaru Utada arrangierte ihren Song Distance um und widmete ihn unter dem Titel Final Distance einem der Todesopfer.